# Jezioro Bystrzyckie
Jezioro Bystrzyckie (Jezioro Lubachowskie) – jezioro zaporowe położone w dolinie przełomu Bystrzycy w województwie dolnośląskim powiat wałbrzyski, gmina Walim.
Powierzchnia jeziora wynosi 0,5 km² i pojemność około 8 mln m³, powstałe w miejscu wsi Śląska Dolina (niem. Schlesierthal, I wzmianka z 1548) na początku XX wieku po zbudowaniu powyżej Lubachowa na rzece Bystrzycy kamiennej zapory o wysokości 44 m. Zbiornik ma około 3,2 km długości, jego szerokość nie przekracza 480 m (średnio około 300 m).
Zapora, zbiornik i okolica stanowią atrakcję turystyczną Gór Sowich. Najbliżej położone wsie: Zagórze Śląskie, Michałkowa, Lubachów.
Nieopodal znajdują się podziemne wyrobiska kompleksu Riese z II wojny światowej, a na górującej nad jeziorem górze Choina znajdują się ruiny Zamku Grodno. Nad brzegiem do roku 2012 znajdował się ośrodek wypoczynkowy i restauracja „Wodniak”, następnie, po pracach budowlanych trwających do roku 2015, na jego miejscu powstał trzygwiazdkowy hotel.
W 2015 jezioro zostało udostępnione do kąpieli. Rok później, w związku z remontem zapory, woda z jeziora została spuszczona, co spowodowało odsłonięcie reliktów zatopionej wsi.

## Kładka dla pieszych
Stalowa kładka dla pieszych łącząca brzegi jeziora została wybudowana w 1968 roku przez nieistniejącą już Hutę Szkła Wałbrzych. Początkowo głównym jej przeznaczeniem było skrócenie drogi dla okolicznych mieszkańców, ale bardzo szybko stała się atrakcją turystyczną. Przeprawa została wykonana jako konstrukcja wisząca o długości 113 m.
W maju 2010 roku kładka została zamknięta z powodu złego stanu technicznego i poddana pracom remontowym. Została ponownie udostępniona w roku 2013, jednak w planach było zastąpienie jej nowym obiektem.
W marcu 2018 rozpoczęła się rozbiórka starej przeprawy. Oddanie do użytku nowego obiektu planowane było na jesień 2018.
Prace przesunęły się w czasie i kładkę ostatecznie oddano do użytku 13 sierpnia 2019.
Nowa kładka jest trzecią konstrukcją wstęgową w Polsce i jedną z nielicznych tego typu na świecie. Ustrój nośny kładki składa się z 4 lin, z których każda jest zbudowana z 31 splotów ze stali sprężającej i umieszczona w rurze osłonowej z HDPE. Na linach ułożono 49 prefabrykowanych elementów żelbetowych o długości  1 lub 2 m. Po wypełnieniu styków pomiędzy prefabrykatami liny zostały naciągnięte, co spowodowało podniesienie pomostu i jego sprężenie do poziomu ok. 20 MPa. Innowacyjność budowli polega na tym, że liny nośne nie są zespolone ze wstęgą pomostu i pełnią także rolę zewnętrznych kabli sprężających żelbetowy pomost. Niezwykle istotne jest posadowienie kładki i konieczność przeniesienia znacznych sił poziomych odrywających skrajne podpory od podłoża. Przyczółki są zakotwione 76 kotwami i mikropalami o łącznej długości około 1,3 km. Nowa kładka składa się z dwóch przęseł o rozpiętości 80 i 22 m i ma długość 126,5 m, a szerokość pomostu – 2,4 m – zwiększa się do 4,9 m w miejscach platform widokowych.